# Setsuko Shinoda
Setsuko Shinoda (篠田 節子 - Sinoda Setsuko), née en 1955, est une autrice japonaise de fiction. Elle a remporté le prix Subaru du premier roman, le prix Yamamoto Shūgorō, le prix Naoki, le prix Shibata Renzaburo, un prix MEXT et le prix littéraire Chuo Koron.

## Biographie
Setsuko Shinoda est née en 1955 à Tokyo. Enfant, elle lisait des mangas de Sanpei Shirato ainsi que des livres d'auteurs étrangers tels que L. Frank Baum, Arthur Conan Doyle et Mark Twain, et aspirait à devenir mangaka. Elle est diplômée de l'Université Tokyo Gakugei.
Avant de commencer sa carrière d'écrivain, elle a travaillé comme employée municipale à Hachiōji, notamment à l'hôtel de ville et à la bibliothèque municipale. Elle a commencé à prendre des cours d'écriture au centre culturel Asahi dans l'intention de se lancer dans les relations publiques, mais a fini par suivre des cours d'écriture romanesque et par écrire son premier roman.
En 1990, son premier roman, Kinu no hen'yō (絹の変容), une histoire de science-fiction sur une catastrophe biotechnologique qui crée un monstre et la panique sociale qui s'ensuit, remporte le prix Subaru du 1er roman.
Sept ans plus tard, Shinoda remporte à la fois le prix Yamamoto Shūgorō et le prix Naoki, pour des œuvres différentes. Le recueil Shinoda Gosaintan : Kami no za (ゴサインタン : 神の座), publié en 1996, remporte le 10e prix Yamamoto Shūgorō. Le roman Gosaintan (ゴサインタン) combine plusieurs genres dans une histoire sur une femme du Népal dont le mariage arrangé avec un fermier japonais mène à des confrontations avec la mère de son mari, à sa propre élévation en tant qu'objet de culte religieux, à la ruine financière ultérieure de son mari et finalement à une nouvelle vie au Népal avec plus de liberté personnelle mais des conditions bien pires. La critique de science-fiction Mari Kotani a décrit Gosaintan comme une histoire qui « réexamine la vraie nature de la romance » mais aussi « expose ouvertement la position du Japon envers le Népal ».
Quelques mois plus tard, le roman Onnatachi no jihādo (女たちのジハード) remporte le prix Naoki. Onnatachi no jihādo suit les histoires individuelles de cinq employées victimes de harcèlement dans une compagnie d'assurance, en se concentrant sur les difficultés qu'elles rencontrent dans une société dominée par les hommes. En 1998, le livre a été adapté pour la télévision par la NHK, dans un spécial de deux épisodes intitulé Onnatachi no seisen (女たちの聖戦).
Après son succès au prix Naoki, plusieurs autres œuvres de Shinoda ont été adaptées pour la télévision. En 1998, Harumonia (ハルモニア, Harmonia), un roman d'horreur sur un violoncelliste dont les tentatives pour aider une fille atteinte d'une maladie cérébrale à communiquer par la musique la conduisent à tomber amoureuse de lui et à utiliser des pouvoirs paranormaux jusque-là inconnus pour blesser d'autres personnes dans sa vie, est adaptée par Nippon TV en un drame télévisé avec Koichi Domoto, Miki Nakatani et Akiko Yada.
Son roman Hyakunen no koi (百年の恋), paru en 2000 et traitant des problèmes rencontrés par un couple marié aux revenus personnels très différents, a été adapté en série télévisée par la NHK en 2003.
Son roman d'horreur Natsu no saiyaku (夏の災厄), paru en 1995 et traitant d'une pandémie qui frappe une ville située à l'extérieur de Tokyo, a été adapté en émission spéciale de la télévision japonaise en 2006.
Le roman en deux tomes Kasō girei (仮想儀礼), publié en 2008, raconte l'histoire de deux hommes qui commencent à écrire un jeu de rôle, décident d'utiliser le jeu comme base pour un nouveau mouvement religieux, gagnent suffisamment d'adhérents pour réussir financièrement, puis se retrouvent évincés de l'organisation religieuse par des femmes. Le roman reçoit le prix Shibata Renzaburo. Deux ans plus tard, Shinoda reçoit le prix MEXT dans la catégorie Littérature de l'Agence des affaires culturelles du gouvernement japonais pour son recueil Sutābato Māteru (スターバト・マーテル).
En 2014, elle publie Indo kurisutaru (インドクリスタル), l'histoire d'un homme d'affaires japonais dont les efforts pour importer des cristaux spéciaux nécessaires à la fabrication de produits électroniques le conduisent dans un petit village en Inde, où il se lie avec une prostituée locale dotée de pouvoirs cognitifs exceptionnels, découvre un plan pour contrôler les gisements d'uranium et manque de mourir dans un soulèvement anti-gouvernemental. Shinoda a visité de petits villages indiens pour obtenir des détails sur le décor et les personnages, mais a basé le commerce fictif de cristal indien dans le roman sur le commerce du Japon avec le Brésil et l'Australie. Le livre a remporté le prix Chūōkōron.
Une version anglaise de sa nouvelle The Long-rumored Food Crisis, que le Japan Times a qualifié de « récit effrayant de l'effondrement moral après que le Big One ait rasé Tokyo », a été publiée dans la collection Hanzai Japan en 2015.

### Œuvres choisies en japonais
- Kinu no hen'yō (絹の変容|Kinu no hen'yō)', Shueisha, 1991
- Natsu no saiyaku (夏の災厄), Mainichi Shimbun, 1995
- Gosaintan: Kami no za (神の座), Futabasha, 1996,
- Onnatachi no jihādo (女たちのジハード), Shueisha, 1997
- Harumonia (ハルモニア), Magajinhausu, 1998
- Hyakunen no koi (百年の恋), Asahi Shimbun, 2000
- Kasō girei (仮想儀礼) Shinchosha, 2008
- Sutābato Māteru (スターバト・マーテル), Kobunsha, 2010
- Indo kurisutaru (インドクリスタル), Kadokawa, 2014

### Traduction en anglais
- The Long-rumored Food Crisis, traduit par Jim Hubbert, Hanzai Japan, 2015[13]